# Jeffrey Carlson
Jeffrey Carlson (Long Beach, 23 giugno 1975 – Chicago, 6 luglio 2023) è stato un attore statunitense.

## Biografia
Nato e cresciuto in California, studiò recitazione all'Università della California - Davis, laureandosi nel 1997, per poi continuare a perfezionarsi alla Juilliard School fino al 2001. Esordì a Broadway nel 2002 in occasione della prima de La capra o chi è Sylvia? di Edward Albee, premiato con il Premio Pulitzer per la drammaturgia. Tornò a recitare a Broadway l'anno successivo in un nuovo allestimento de Il Tartuffo e nel musical Taboo, che gli valse una candidatura al Drama Desk Award. Sempre nel 2003 recitò accanto a Hilary Swank in Anna dei miracoli, in scena a Charlotte.
Nel 2006 iniziò a recitare nella soap opera La valle dei pini, in cui ottenne l'attenzione del pubblico e della critica interpretando per quasi sessanta episodi la prima donna transgender nella serie. Successivamente continuò a recitare a teatro, affermandosi come un apprezzato interprete shakespeariano nei maggiori teatri nello Stato di Washington.
Carlson è morto nel 2023 all'età di 48 anni per un mix di farmaci e alcool.

## Filmografia parziale

### Cinema
- Tu mi ami (Nowhere to Go But Up), regia di Amos Kollek (2003)
- Hitch - Lui sì che capisce le donne (Hitch), regia di Andrew Tennant (2005)
- The Killing Floor - Omicidio ai piani alti (The Killing Floor), regia di Gideon Raff (2007)

### Televisione
- La valle dei pini (All My Children) - serie TV, 59 episodi (2006-2007)

## Teatro (parziale)
- Romeo e Giulietta di William Shakespeare. McCarter Theater di Princeton (2001)
- La capra o chi è Sylvia? di Edward Albee. John Golden Theatre di Broadway (2002)
- Il Tartuffo di Molière. American Airlines Theatre di Broadway (2003)
- Anna dei miracoli di William Gibson. Booth Playhouse di Charlotte (2003)
- Taboo, libretto di Mark Davies, musiche di Kevan Frost e Boy George. Gerald Schoenfeld Theatre di Broadway (2003)
- Amleto di William Shakespeare. The Lansburgh Theatre di Washington (2007)
- Riccardo II di William Shakespeare. Yale Repertory Theatre di New Haven (2008)
- Edoardo II di Christopher Marlowe. Chicago Shakespeare Theater di Chicago (2009)
- L'importanza di chiamarsi Ernesto di Oscar Wilde. Paper Mill Playhouse di Millburn (2009)
- Misura per misura di William Shakespeare. Goodman Theatre di Chicago (2013)
- Cimbelino di William Shakespeare. Yale Repertory Theatre di New Haven (2016)
- Romeo e Giulietta di William Shakespeare. The Lansburgh Theatre di Washington (2016)